# Campeonato Mundial de Endurance da FIA de 2025
O Campeonato Mundial de Endurance da FIA de 2025 será a 13ª temporada do Campeonato Mundial de Endurance da FIA, uma série de automobilismo organizada pela Fédération Internationale de l'Automobile (FIA) e pelo Automobile Club de l'Ouest (ACO). A série será aberta a hipercarros (construídos sob os regulamentos Le Mans Hypercar (LMH) ou Le Mans Daytona h (LMDh)) e carros de corrida LMGT3.
A partir desta temporada, os fabricantes serão obrigados a inscrever pelo menos dois carros na classe Hypercar para poderem participar do campeonato. A mesma regra já é aplicada na categoria LMGT3. Além disso, na classe LMGT3, o piloto com classificação Bronze será obrigado a participar da sessão de qualificação, mas não mais da Hyperpole. Além disso, o tamanho máximo do grid para esta temporada foi aumentado de 37 para 40, para acomodar o aumento de inscrições de fabricantes de hipercarros que colocaram apenas um carro no Campeonato Mundial de Endurance de 2024.

## Calendário
O calendário foi anunciado em 14 de junho de 2024, durante o fim de semana das 24 Horas de Le Mans de 2024 . O calendário é o mesmo do ano anterior, com o Circuito de Imola figurando no calendário até pelo menos 2028, com o circuito se comprometendo a construir garagens de boxes adicionais.
| Rod. | Corrida                      | Circuito                          | Localização     | Data               |
| ---- | ---------------------------- | --------------------------------- | --------------- | ------------------ |
|      | Prólogo                      | Circuito Internacional de Losail  | Lusail          | 21/22 de fevereiro |
| 1    | 1812 km do Catar             | Circuito Internacional de Losail  | Lusail          | 28 de fevereiro    |
| 2    | 6 Horas de Imola             | Circuito de Imola                 | Ímola           | 20 de abril        |
| 3    | 6 Horas de Spa-Francorchamps | Circuito de Spa-Francorchamps     | Stavelot        | 10 de maio         |
| 4    | 24 Horas de Le Mans          | Circuito de la Sarthe             | Le Mans         | 14–15 de junho     |
| 5    | 6 Horas de São Paulo         | Circuito de Interlagos            | São Paulo       | 13 de julho        |
| 6    | Lone Star Le Mans            | Circuito das Américas             | Austin, Texas   | 7 de setembro      |
| 7    | 6 horas de Fuji              | Autódromo Fuji                    | Oyama, Shizuoka | 28 de setembro     |
| 8    | 8 Horas do Bahrein           | Circuito Internacional do Bahrein | Sakhir          | 8 de novembro      |

## Equipes

### Hypercar
Disputando a Copa do Mundo da FIA para equipes de hipercarros
| Equipe                    | Carro                 | Motor                       | Híbrido         | Pneu | Nº               | Pilotos               | Rodadas |
| ------------------------- | --------------------- | --------------------------- | --------------- | ---- | ---------------- | --------------------- | ------- |
| Aston Martin THOR Team    | Aston Martin Valkyrie | Aston Martin RA 6.5 L V12   |                 | M    | 007              | Tom Gamble            | 1       |
| Aston Martin THOR Team    | Aston Martin Valkyrie | Aston Martin RA 6.5 L V12   | Ross Gunn       | M    | 007              | 1                     |         |
| Aston Martin THOR Team    | Aston Martin Valkyrie | Aston Martin RA 6.5 L V12   | Harry Tincknell | M    | 007              | 1                     |         |
| Aston Martin THOR Team    | Aston Martin Valkyrie | Aston Martin RA 6.5 L V12   | 009             | M    | Roman De Angelis | 1                     |         |
| Aston Martin THOR Team    | Aston Martin Valkyrie | Aston Martin RA 6.5 L V12   | 009             | M    | Alex Riberas     | 1                     |         |
| Aston Martin THOR Team    | Aston Martin Valkyrie | Aston Martin RA 6.5 L V12   | 009             | M    | Marco Sørensen   | 1                     |         |
| Porsche Penske Motorsport | Porsche 963           | Porsche 9RD 4.6 L Turbo V8  | Híbrido         | M    | 5                | Julien Andlauer       | 1       |
| Porsche Penske Motorsport | Porsche 963           | Porsche 9RD 4.6 L Turbo V8  | Híbrido         | M    | 5                | Michael Christensen   | 1       |
| Porsche Penske Motorsport | Porsche 963           | Porsche 9RD 4.6 L Turbo V8  | Híbrido         | M    | 5                | Mathieu Jaminet       | 1       |
| Porsche Penske Motorsport | Porsche 963           | Porsche 9RD 4.6 L Turbo V8  | Híbrido         | M    | 6                | Matt Campbell         | 1       |
| Porsche Penske Motorsport | Porsche 963           | Porsche 9RD 4.6 L Turbo V8  | Híbrido         | M    | 6                | Kévin Estre           | 1       |
| Porsche Penske Motorsport | Porsche 963           | Porsche 9RD 4.6 L Turbo V8  | Híbrido         | M    | 6                | Laurens Vanthoor      | 1       |
| Toyota Gazoo Racing       | Toyota GR010 Hybrid   | Toyota 3.5 L Turbo V6       | Híbrido         | M    | 7                | Mike Conway           | 1       |
| Toyota Gazoo Racing       | Toyota GR010 Hybrid   | Toyota 3.5 L Turbo V6       | Híbrido         | M    | 7                | Kamui Kobayashi       | 1       |
| Toyota Gazoo Racing       | Toyota GR010 Hybrid   | Toyota 3.5 L Turbo V6       | Híbrido         | M    | 7                | Nyck de Vries         | 1       |
| Toyota Gazoo Racing       | Toyota GR010 Hybrid   | Toyota 3.5 L Turbo V6       | Híbrido         | M    | 8                | Sébastien Buemi       | 1       |
| Toyota Gazoo Racing       | Toyota GR010 Hybrid   | Toyota 3.5 L Turbo V6       | Híbrido         | M    | 8                | Brendon Hartley       | 1       |
| Toyota Gazoo Racing       | Toyota GR010 Hybrid   | Toyota 3.5 L Turbo V6       | Híbrido         | M    | 8                | Ryō Hirakawa          | 1       |
| Cadillac Hertz Team Jota  | Cadillac V-Series.R   | Cadillac LMC55R 5.5 L V8    | Híbrido         | M    | 12               | Sébastien Bourdais    | 1       |
| Cadillac Hertz Team Jota  | Cadillac V-Series.R   | Cadillac LMC55R 5.5 L V8    | Híbrido         | M    | 12               | Jenson Button         | 1       |
| Cadillac Hertz Team Jota  | Cadillac V-Series.R   | Cadillac LMC55R 5.5 L V8    | Híbrido         | M    | 12               | Alex Lynn             | 1       |
| Cadillac Hertz Team Jota  | Cadillac V-Series.R   | Cadillac LMC55R 5.5 L V8    | Híbrido         | M    | 38               | Earl Bamber           | 1       |
| Cadillac Hertz Team Jota  | Cadillac V-Series.R   | Cadillac LMC55R 5.5 L V8    | Híbrido         | M    | 38               | Norman Nato           | 1       |
| Cadillac Hertz Team Jota  | Cadillac V-Series.R   | Cadillac LMC55R 5.5 L V8    | Híbrido         | M    | 38               | Will Stevens          | 1       |
| BMW M Team WRT            | BMW M Hybrid V8       | BMW P66/3 4.0 L Turbo V8    | Híbrido         | M    | 15               | Kevin Magnussen       | 1       |
| BMW M Team WRT            | BMW M Hybrid V8       | BMW P66/3 4.0 L Turbo V8    | Híbrido         | M    | 15               | Raffaele Marciello    | 1       |
| BMW M Team WRT            | BMW M Hybrid V8       | BMW P66/3 4.0 L Turbo V8    | Híbrido         | M    | 15               | Dries Vanthoor        | 1       |
| BMW M Team WRT            | BMW M Hybrid V8       | BMW P66/3 4.0 L Turbo V8    | Híbrido         | M    | 20               | Robin Frijns          | 1       |
| BMW M Team WRT            | BMW M Hybrid V8       | BMW P66/3 4.0 L Turbo V8    | Híbrido         | M    | 20               | René Rast             | 1       |
| BMW M Team WRT            | BMW M Hybrid V8       | BMW P66/3 4.0 L Turbo V8    | Híbrido         | M    | 20               | Sheldon van der Linde | 1       |
| Alpine Endurance Team     | Alpine A424           | Alpine V634 3.4 L Turbo V6  | Híbrido         | M    | 35               | Paul-Loup Chatin      | 1       |
| Alpine Endurance Team     | Alpine A424           | Alpine V634 3.4 L Turbo V6  | Híbrido         | M    | 35               | Ferdinand Habsburg    | 1       |
| Alpine Endurance Team     | Alpine A424           | Alpine V634 3.4 L Turbo V6  | Híbrido         | M    | 35               | Jules Gounon          | 1       |
| Alpine Endurance Team     | Alpine A424           | Alpine V634 3.4 L Turbo V6  | Híbrido         | M    | 36               | Frédéric Makowiecki   | 1       |
| Alpine Endurance Team     | Alpine A424           | Alpine V634 3.4 L Turbo V6  | Híbrido         | M    | 36               | Charles Milesi        | 1       |
| Alpine Endurance Team     | Alpine A424           | Alpine V634 3.4 L Turbo V6  | Híbrido         | M    | 36               | Mick Schumacher       | 1       |
| Ferrari AF Corse          | Ferrari 499P          | Ferrari F163 3.0 L Turbo V6 | Híbrido         | M    | 50               | Antonio Fuoco         | 1       |
| Ferrari AF Corse          | Ferrari 499P          | Ferrari F163 3.0 L Turbo V6 | Híbrido         | M    | 50               | Miguel Molina         | 1       |
| Ferrari AF Corse          | Ferrari 499P          | Ferrari F163 3.0 L Turbo V6 | Híbrido         | M    | 50               | Nicklas Nielsen       | 1       |
| Ferrari AF Corse          | Ferrari 499P          | Ferrari F163 3.0 L Turbo V6 | Híbrido         | M    | 51               | James Calado          | 1       |
| Ferrari AF Corse          | Ferrari 499P          | Ferrari F163 3.0 L Turbo V6 | Híbrido         | M    | 51               | Antonio Giovinazzi    | 1       |
| Ferrari AF Corse          | Ferrari 499P          | Ferrari F163 3.0 L Turbo V6 | Híbrido         | M    | 51               | Alessandro Pier Guidi | 1       |
| AF Corse                  | Ferrari 499P          | Ferrari F163 3.0 L Turbo V6 | Híbrido         | M    | 83               | Phil Hanson           | 1       |
| AF Corse                  | Ferrari 499P          | Ferrari F163 3.0 L Turbo V6 | Híbrido         | M    | 83               | Robert Kubica         | 1       |
| AF Corse                  | Ferrari 499P          | Ferrari F163 3.0 L Turbo V6 | Híbrido         | M    | 83               | Yifei Ye              | 1       |
| Peugeot TotalEnergies     | Peugeot 9X8           | Peugeot X6H 2.6 L Turbo V6  | Híbrido         | M    | 93               | Mikkel Jensen         | 1       |
| Peugeot TotalEnergies     | Peugeot 9X8           | Peugeot X6H 2.6 L Turbo V6  | Híbrido         | M    | 93               | Paul Di Resta         | 1       |
| Peugeot TotalEnergies     | Peugeot 9X8           | Peugeot X6H 2.6 L Turbo V6  | Híbrido         | M    | 93               | Jean-Éric Vergne      | 1       |
| Peugeot TotalEnergies     | Peugeot 9X8           | Peugeot X6H 2.6 L Turbo V6  | Híbrido         | M    | 94               | Loïc Duval            | 1       |
| Peugeot TotalEnergies     | Peugeot 9X8           | Peugeot X6H 2.6 L Turbo V6  | Híbrido         | M    | 94               | Malthe Jakobsen       | 1       |
| Peugeot TotalEnergies     | Peugeot 9X8           | Peugeot X6H 2.6 L Turbo V6  | Híbrido         | M    | 94               | Stoffel Vandoorne     | 1       |
| Proton Competition        | Porsche 963           | Porsche 9RD 4.6 L Turbo V8  | Híbrido         | M    | 99               | Neel Jani             | 1       |
| Proton Competition        | Porsche 963           | Porsche 9RD 4.6 L Turbo V8  | Híbrido         | M    | 99               | Nico Pino             | 1       |
| Proton Competition        | Porsche 963           | Porsche 9RD 4.6 L Turbo V8  | Híbrido         | M    | 99               | Nicolás Varrone       | 1       |

### LMGT3
| Equipe                 | Carro                            | Motor                            | Pneu | Nº | Pilotos               | Rodadas |
| ---------------------- | -------------------------------- | -------------------------------- | ---- | -- | --------------------- | ------- |
| Racing Spirit of Léman | Aston Martin Vantage AMR GT3 Evo | Aston Martin M177 4.0 L Turbo V8 | G    | 10 | Eduardo Barrichello   | 1       |
| Racing Spirit of Léman | Aston Martin Vantage AMR GT3 Evo | Aston Martin M177 4.0 L Turbo V8 | G    | 10 | Derek DeBoer          | 1       |
| Racing Spirit of Léman | Aston Martin Vantage AMR GT3 Evo | Aston Martin M177 4.0 L Turbo V8 | G    | 10 | Valentin Hasse-Clot   | 1       |
| Heart of Racing Team   | Aston Martin Vantage AMR GT3 Evo | Aston Martin M177 4.0 L Turbo V8 | G    | 27 | Mattia Drudi          | 1       |
| Heart of Racing Team   | Aston Martin Vantage AMR GT3 Evo | Aston Martin M177 4.0 L Turbo V8 | G    | 27 | Ian James             | 1       |
| Heart of Racing Team   | Aston Martin Vantage AMR GT3 Evo | Aston Martin M177 4.0 L Turbo V8 | G    | 27 | Zacharie Robichon     | 1       |
| Vista AF Corse         | Ferrari 296 GT3                  | Ferrari F163CE 3.0 L Turbo V6    | G    | 21 | François Heriau       | 1       |
| Vista AF Corse         | Ferrari 296 GT3                  | Ferrari F163CE 3.0 L Turbo V6    | G    | 21 | Simon Mann            | 1       |
| Vista AF Corse         | Ferrari 296 GT3                  | Ferrari F163CE 3.0 L Turbo V6    | G    | 21 | Alessio Rovera        | 1       |
| Vista AF Corse         | Ferrari 296 GT3                  | Ferrari F163CE 3.0 L Turbo V6    | G    | 54 | Francesco Castellacci | 1       |
| Vista AF Corse         | Ferrari 296 GT3                  | Ferrari F163CE 3.0 L Turbo V6    | G    | 54 | Thomas Flohr          | 1       |
| Vista AF Corse         | Ferrari 296 GT3                  | Ferrari F163CE 3.0 L Turbo V6    | G    | 54 | Davide Rigon          | 1       |
| Team WRT               | BMW M4 GT3 Evo                   | BMW P58 3.0 L Turbo I6           | G    | 31 | Timur Boguslavskiy    | 1       |
| Team WRT               | BMW M4 GT3 Evo                   | BMW P58 3.0 L Turbo I6           | G    | 31 | Augusto Farfus        | 1       |
| Team WRT               | BMW M4 GT3 Evo                   | BMW P58 3.0 L Turbo I6           | G    | 31 | Yasser Shahin         | 1       |
| Team WRT               | BMW M4 GT3 Evo                   | BMW P58 3.0 L Turbo I6           | G    | 32 | Ahmad Al Harthy       | 1       |
| Team WRT               | BMW M4 GT3 Evo                   | BMW P58 3.0 L Turbo I6           | G    | 32 | Valentino Rossi       | 1       |
| Team WRT               | BMW M4 GT3 Evo                   | BMW P58 3.0 L Turbo I6           | G    | 32 | Kelvin van der Linde  | 1       |
| TF Sport               | Chevrolet Corvette Z06 GT3.R     | Chevrolet LT6.R 5.5 L V8         | G    | 33 | Jonny Edgar           | 1       |
| TF Sport               | Chevrolet Corvette Z06 GT3.R     | Chevrolet LT6.R 5.5 L V8         | G    | 33 | Daniel Juncadella     | 1       |
| TF Sport               | Chevrolet Corvette Z06 GT3.R     | Chevrolet LT6.R 5.5 L V8         | G    | 33 | Ben Keating           | 1       |
| TF Sport               | Chevrolet Corvette Z06 GT3.R     | Chevrolet LT6.R 5.5 L V8         | G    | 81 | Rui Andrade           | 1       |
| TF Sport               | Chevrolet Corvette Z06 GT3.R     | Chevrolet LT6.R 5.5 L V8         | G    | 81 | Charlie Eastwood      | 1       |
| TF Sport               | Chevrolet Corvette Z06 GT3.R     | Chevrolet LT6.R 5.5 L V8         | G    | 81 | Tom van Rompuy        | 1       |
| United Autosports      | McLaren 720S GT3 Evo             | McLaren M840T 4.0 L Turbo V8     | G    | 59 | Sébastien Baud        | 1       |
| United Autosports      | McLaren 720S GT3 Evo             | McLaren M840T 4.0 L Turbo V8     | G    | 59 | James Cottingham      | 1       |
| United Autosports      | McLaren 720S GT3 Evo             | McLaren M840T 4.0 L Turbo V8     | G    | 59 | Grégoire Saucy        | 1       |
| United Autosports      | McLaren 720S GT3 Evo             | McLaren M840T 4.0 L Turbo V8     | G    | 95 | Sean Gelael           | 1       |
| United Autosports      | McLaren 720S GT3 Evo             | McLaren M840T 4.0 L Turbo V8     | G    | 95 | Darren Leung          | 1       |
| United Autosports      | McLaren 720S GT3 Evo             | McLaren M840T 4.0 L Turbo V8     | G    | 95 | Marino Sato           | 1       |
| Iron Lynx              | Mercedes-AMG GT3 Evo             | Mercedes-AMG M159 6.2 L V8       | G    | 60 | Matteo Cairoli        | 1       |
| Iron Lynx              | Mercedes-AMG GT3 Evo             | Mercedes-AMG M159 6.2 L V8       | G    | 60 | Matteo Cressoni       | 1       |
| Iron Lynx              | Mercedes-AMG GT3 Evo             | Mercedes-AMG M159 6.2 L V8       | G    | 60 | Claudio Schiavoni     | 1       |
| Iron Lynx              | Mercedes-AMG GT3 Evo             | Mercedes-AMG M159 6.2 L V8       | G    | 61 | Lin Hodenius          | 1       |
| Iron Lynx              | Mercedes-AMG GT3 Evo             | Mercedes-AMG M159 6.2 L V8       | G    | 61 | Maxime Martin         | 1       |
| Iron Lynx              | Mercedes-AMG GT3 Evo             | Mercedes-AMG M159 6.2 L V8       | G    | 61 | Christian Ried        | 1       |
| Proton Competition     | Ford Mustang GT3                 | Ford Coyote 5.4 L V8             | G    | 77 | Ben Barker            | 1       |
| Proton Competition     | Ford Mustang GT3                 | Ford Coyote 5.4 L V8             | G    | 77 | Bernardo Sousa        | 1       |
| Proton Competition     | Ford Mustang GT3                 | Ford Coyote 5.4 L V8             | G    | 77 | Ben Tuck              | 1       |
| Proton Competition     | Ford Mustang GT3                 | Ford Coyote 5.4 L V8             | G    | 88 | Stefano Gattuso       | 1       |
| Proton Competition     | Ford Mustang GT3                 | Ford Coyote 5.4 L V8             | G    | 88 | Giammarco Levorato    | 1       |
| Proton Competition     | Ford Mustang GT3                 | Ford Coyote 5.4 L V8             | G    | 88 | Dennis Olsen          | 1       |
| Akkodis ASP Team       | Lexus RC F GT3                   | Lexus 2UR-GSE 5.0 L V8           | G    | 78 | Ben Barnicoat         | 1       |
| Akkodis ASP Team       | Lexus RC F GT3                   | Lexus 2UR-GSE 5.0 L V8           | G    | 78 | Finn Gehrsitz         | 1       |
| Akkodis ASP Team       | Lexus RC F GT3                   | Lexus 2UR-GSE 5.0 L V8           | G    | 78 | Arnold Robin          | 1       |
| Akkodis ASP Team       | Lexus RC F GT3                   | Lexus 2UR-GSE 5.0 L V8           | G    | 87 | José María López      | 1       |
| Akkodis ASP Team       | Lexus RC F GT3                   | Lexus 2UR-GSE 5.0 L V8           | G    | 87 | Clemens Schmid        | 1       |
| Akkodis ASP Team       | Lexus RC F GT3                   | Lexus 2UR-GSE 5.0 L V8           | G    | 87 | Răzvan Umbrărescu     | 1       |
| Iron Dames             | Porsche 911 GT3 R (992)          | Porsche M97/80 4.2 L Flat-6      | G    | 85 | Rahel Frey            | 1       |
| Iron Dames             | Porsche 911 GT3 R (992)          | Porsche M97/80 4.2 L Flat-6      | G    | 85 | Michelle Gatting      | 1       |
| Iron Dames             | Porsche 911 GT3 R (992)          | Porsche M97/80 4.2 L Flat-6      | G    | 85 | Célia Martin          | 1       |
| Manthey 1st Phorm      | Porsche 911 GT3 R (992)          | Porsche M97/80 4.2 L Flat-6      | G    | 92 | Ryan Hardwick         | 1       |
| Manthey 1st Phorm      | Porsche 911 GT3 R (992)          | Porsche M97/80 4.2 L Flat-6      | G    | 92 | Richard Lietz         | 1       |
| Manthey 1st Phorm      | Porsche 911 GT3 R (992)          | Porsche M97/80 4.2 L Flat-6      | G    | 92 | Riccardo Pera         | 1       |